# Adam Maciejewski (chirurg)
Adam Jacek Maciejewski (ur. 1972) – polski lekarz, chirurg onkologiczny, profesor nauk medycznych.

## Życiorys
Jest synem profesora Bogusława Maciejewskiego, byłego dyrektora gliwickiego oddziału Centrum Onkologii.
Z wykształcenia lekarz, specjalizował się w zakresie chirurgii onkologicznej. Stopień naukowy doktora uzyskał 2001 na podstawie pracy pt. Ocena wartości prognostycznej leczenia operacyjnego skojarzonego z radioterapią u chorych na raka jamy ustnej lub gardła. Habilitował się w 2008 na podstawie rozprawy pt. Ocena przydatności i skuteczności chirurgii rekonstrukcyjnej i mikronaczyniowej u chorych na zaawansowanego raka dolnego piętra twarzy naciekającego żuchwę. W 2013 otrzymał tytuł profesora nauk medycznych.
Zawodowo związany z gliwickim oddziałem Centrum Onkologii – Instytutem im. Marii Skłodowskiej-Curie. Przebywał na stypendiach i stażach naukowych m.in. w Klinice Chirurgii Głowy i Szyi Vrije Universiteit Amsterdam oraz w Klinice Chirurgii Plastycznej i Rekonstrukcyjnej MD Anderson Cancer Center w Houston. W 2005 jako pierwszy Polak uzyskał członkostwo w Amerykańskim Towarzystwie Chirurgii Rekonstrukcyjnej i Mikronaczyniowej.
W maju 2013 duży zespół lekarzy w tym chirurgów z Instytutu im. Marii Skłodowskiej-Curie w Gliwicach pod przewodnictwem Adama Maciejewskiego dokonał pierwszej w Polsce, trwającej 27 godzin, operacji przeszczepienia twarzy dla Grzegorza Galasińskiego z Niemila, pobranej od zmarłego dawcy, Sławomira Banacha z miejscowości Cieciory. Była to jednocześnie pierwsza na świecie operacja przeszczepu twarzy ratująca życie pacjenta. W grudniu 2013 zespół Adama Maciejewskiego dokonał drugiej, tym razem planowanej operacji przeszczepu twarzy dla kobiety z okolic Świdnicy. 11 kwietnia 2015 jego zespół przeprowadził pierwszy na świecie allogeniczny złożony przeszczep narządów szyi, obejmujący krtań, tchawicę, gardło, przełyk, tarczycę z przytarczycami, struktury mięśniowe oraz powłokę skórną przedniej ściany szyi.

## Odznaczenia
W 2014, za wybitne zasługi w działalności na rzecz rozwoju transplantologii i medycyny rekonstrukcyjnej w Polsce, za osiągnięcia w rozwijaniu i propagowaniu zdobyczy nauki w dziedzinie transplantacji, prezydent RP Bronisław Komorowski odznaczył go Krzyżem Kawalerskim Orderu Odrodzenia Polski. W 2019, za wybitne zasługi w działalności na rzecz rozwoju polskiej medycyny, prezydent RP Andrzej Duda nadał mu Krzyż Oficerski tego orderu.